# Віденський шніцель

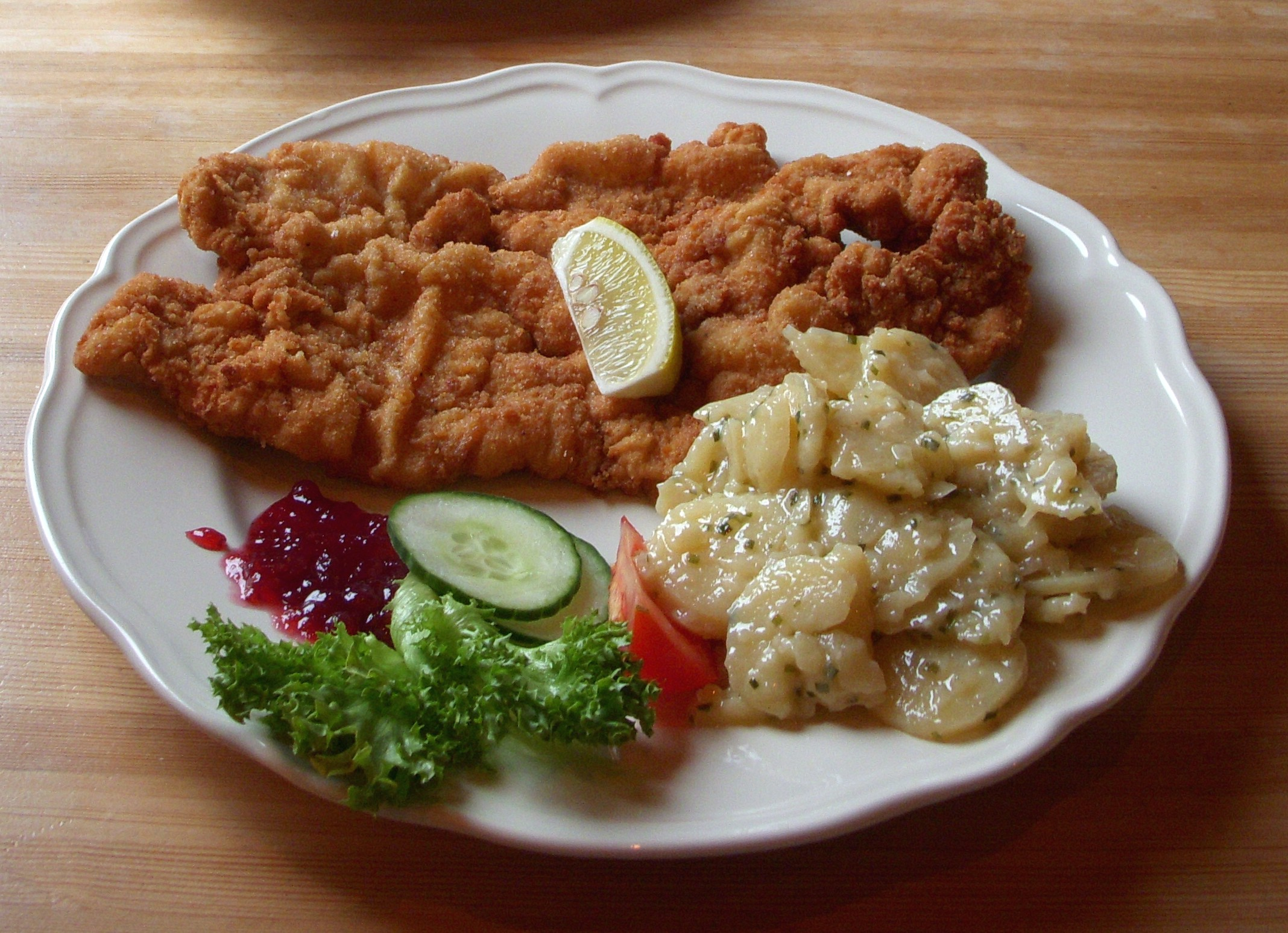
Віденський шніцель, сервірований часточкою лимона, з картопляним салатом, свіжими овочами та брусничним соусом.

Ві́денський шні́цель (нім. Wiener Schnitzel) — одна з найвідоміших страв віденської кухні. Являє собою великого розміру (найчастіше перевищує розміри тарілки) дуже тонкий шніцель із телятини в паніровці з борошна, яйця і панірувальних сухарів, підсмажений у великій кількості розтопленого свинячого жиру або вершкового масла до золотисто-коричневого кольору. Шніцелі зі свинини або навіть індичого м'яса, пропоновані в інших закладах громадського харчування, теж можуть називатися віденськими, але при цьому обов'язково повинні мати в назві вказівку на вихідний продукт, наприклад, «Віденський шніцель зі свинини».
Назва «віденський шніцель» закріпилася наприкінці XIX століття, перша згадка в кулінарній книзі датується 1884 роком. За однією з версій, віденський шніцель походить від відбивної по-міланськи, поширеної у Верхній Італії і яка з'явилася у Відні в XIV–XV століттях. За іншою легендою, спростованою однак у 2007 році лінгвістом Дітером Полем, рецепт віденського шніцеля привіз до Відня з Італії у 1857 році фельдмаршал Йозеф Радецький.
Порізаний «метеликом» злегка відбитий телячий шніцель завтовшки 4 мм солять, обкачують у борошні, збитому яйці і нещільно у свіжій булочній крихті, а потім обсмажують на сковороді у великій кількості топленого жиру або топленого масла до золотистого кольору при температурі 160–170 °C. Віденський шніцель повинен «плавати» в жирі, інакше він не просмажиться рівномірно. При смаженні його кілька разів «топлять» у гарячому жирі або поливають верх жиром із ложки, а потім перевертають для обсмажування другого боку.
Зазвичай віденський шніцель подають із зеленим салатом, картопляним салатом, салатом з огірків і відвареною картоплею, посипаною петрушкою, а також рисом, картоплею фрі і смаженою картоплею. Сервірується з часточкою лимона і зеленою селерою.